# БМ-21К
БМ-21К — украинская реактивная система залпового огня, состоящая из шасси КрАЗ-260 и боевой части БМ-21 «Град». Является первым вариантом РСЗО украинской разработки.
Предназначена для уничтожения живой силы и боевой техники противника, артиллерийских и минометных батарей, разрушения укреплений, опорных пунктов и узлов сопротивления противника.

## История
В 2001 году годов в Харькове начались работы по созданию для вооружённых сил Украины модернизированного варианта системы залпового огня БМ-21 «Град» с использованием автомобильного шасси украинского производства. К работам по проекту были привлечены Харьковское конструкторское бюро по машиностроению им. А. А. Морозова и Харьковский завод специальных машин. В конце 2008 года разработка БМ-21К была завершена.
Позднее, начались работы по созданию модернизированного варианта РСЗО «Град» на шасси армейского грузовика КрАЗ-6322 (принятого на вооружение украинской армии в 2006 году и начавшего поступать в войска с 2008 года).
Изготовление первого демонстрационного образца БМ-21К было завершено весной 2009 года, в дальнейшем он был представлен на военном параде в Киеве, однако до начала 2011 года БМ-21К в вооружённые силы не поступали.
После начала боевых действий на востоке Украины весной 2014 года правительство Украины приняло решение о прекращении военно-технического сотрудничества с Россией, что осложнило обеспечение вооружённых сил Украины комплектующими российского производства.
По состоянию на начало ноября 2014 года основу РСЗО вооружённых сил Украины по-прежнему составляли РСЗО советского производства. При этом, ранее выпущенные и переданные в войска боевые машины БМ-21К на шасси КрАЗ-260 в ходе эксплуатации и боевого применения частично израсходовали моторесурс. В этой связи, в ноябре 2014 года было предложено рассмотреть возможность замены установленных на БМ-21К двигателей ЯМЗ-238 российского производства на дизельные двигатели Cummins L360-20 производства США или двигатели Volvo. В ноябре 2016 года было предложено дооборудовать машины системой полного блокирования подвески (поскольку колебания подрессоренной части машины способны снизить эффективность стрельбы).

## Описание
БМ-21К представляет собой боевую часть 122-мм РСЗО «Град» на шасси армейского полноприводного грузовика повышенной проходимости КрАЗ-260 с четырёхдверной пятиместной кабиной. РСЗО оснащена системой быстрого перезаряжания и спутниковой системой наведения, которые позволили увеличить скорострельность и точность огня. По состоянию на начало мая 2009 года, стоимость одной БМ-21К составляла 1 млн. гривен.
Перед установкой на БМ-21К артиллерийская часть БМ-21 «Град» проходила капитальный ремонт на ГП «Шепетовский ремонтный завод».

## Страны-эксплуатанты
- Украина — некоторое количество РСЗО поступило на вооружение вооружённых сил Украины.